# Ukraina i paralympiska vinterspelen 2010
Ukraina sände en delegation på nitton idrottare till Paralympiska vinterspelen 2010 i Vancouver i Kanada. Ukrainas nitton idrottare (elva män och åtta kvinnor) deltog i tre av spelens fem sporter: alpint, skidskytte och längdskidor.

## Medaljer
| Medalj | Namn                                                          | Sport           | Händelser                   |
| ------ | ------------------------------------------------------------- | --------------- | --------------------------- |
| Guld   | Olena Jurkovska                                               | Skidskytte      | Kvinnornas 2,4 km sittande  |
| Guld   | Oleksandra Kononova                                           | Längdskidåkning | Kvinnornas 5 km stående     |
| Guld   | Oleksandra Kononova                                           | Skidskytte      | Kvinnornas 12,5 km stående  |
| Guld   | Oleksandra Kononova                                           | Längdskidåkning | Kvinnornas 1 km stående     |
| Guld   | Vitalij Lukjanenko                                            | Skidskytte      | Mäns 3 km synskadade        |
| Silver | Jurij Kostjuk                                                 | Skidskytte      | Mäns 2,4 km sittande        |
| Silver | Olena Jurkovska                                               | Längdskidåkning | Kvinnornas 1 km sittande    |
| Silver | Olena Jurkovska                                               | Skidskytte      | Kvinnornas 10 km sittande   |
| Silver | Hryhorij Vovtjynskyj                                          | Skidskytte      | Mäns 12,5 stående           |
| Silver | Julija Batenkova-Bauman                                       | Längdskidåkning | Kvinnornas 15 km stående    |
| Silver | Julija Batenkova-Bauman                                       | Längdskidåkning | Kvinnornas 5 km stående     |
| Silver | Jurij Kostjuk, Hryhorij Vovtjynskyj, Vitalij Lukjanenko       | Längdskidåkning | Mäns stafett 1x4 +2x5 km    |
| Silver | Olena Jurkovska, Julija Batenkova-Bauman, Oleksandra Kononova | Längdskidåkning | Kvinnornas stafett 3x2.5 km |
| Brons  | Ljudmyla Pavlenko                                             | Skidskytte      | Kvinnornas 2,4 km sittande  |
| Brons  | Olena Jurkovska                                               | Längdskidåkning | Kvinnornas 10 km sittande   |
| Brons  | Hryhorij Vovtjynskyj                                          | Skidskytte      | Mäns 3 km stående           |
| Brons  | Hryhorij Vovtjynskyj                                          | Längdskidåkning | Mäns 10 km stående          |
| Brons  | Julija Batenkova-Bauman                                       | Skidskytte      | Kvinnornas 12,5 stående     |
| Brons  | Vitalij Lukjanenko                                            | Skidskytte      | Mäns 12,5 km synskadade     |

## Deltagare

### Alpin skidsport
- Jevhen Kravitz

### Nordisk skidsport
- Julija Batenkova-Bauman
- Sergij Chyzjniak
- Olena Jurkovska
- Oleksandra Kononova
- Jurij Kostjuk
- Oleh Lesjtjysjyn
- Vitalij Lukjanenko
- Oleh Munts
- Ljudmyla Pavlenko
- Ruslan Samtjenko
- Oksana Sjysjkova
- Dmytro Sjulha
- Nadija Stefurak
- Vitalij Sytnyk
- Svitlana Tryfonova
- Tetjana Tymosjtjenko
- Jurij Utkin
- Hryhorij Vovtjynskyj